# Pinar de Chamartín metróállomás
Pinar de Chamartín metróállomás Spanyolország fővárosában, Madridban a madridi metró 1-es és 4-es, továbbá a Metro Ligero 1-es vonalán.

## Metróvonalak
Az állomást az alábbi metróvonalak érintik:
- 1-es metróvonal
- 4-es metróvonal
- Metro Ligero 1

## Kapcsolódó állomások
A metróállomáshoz az alábbi állomások vannak a legközelebb:
- Bambú (Valdecarros, 1-es metróvonal)
- Manoteras (Argüelles, 4-es metróvonal)
- Fuente de la Mora (Las Tablas, Metro Ligero 1)

## Képgaléria

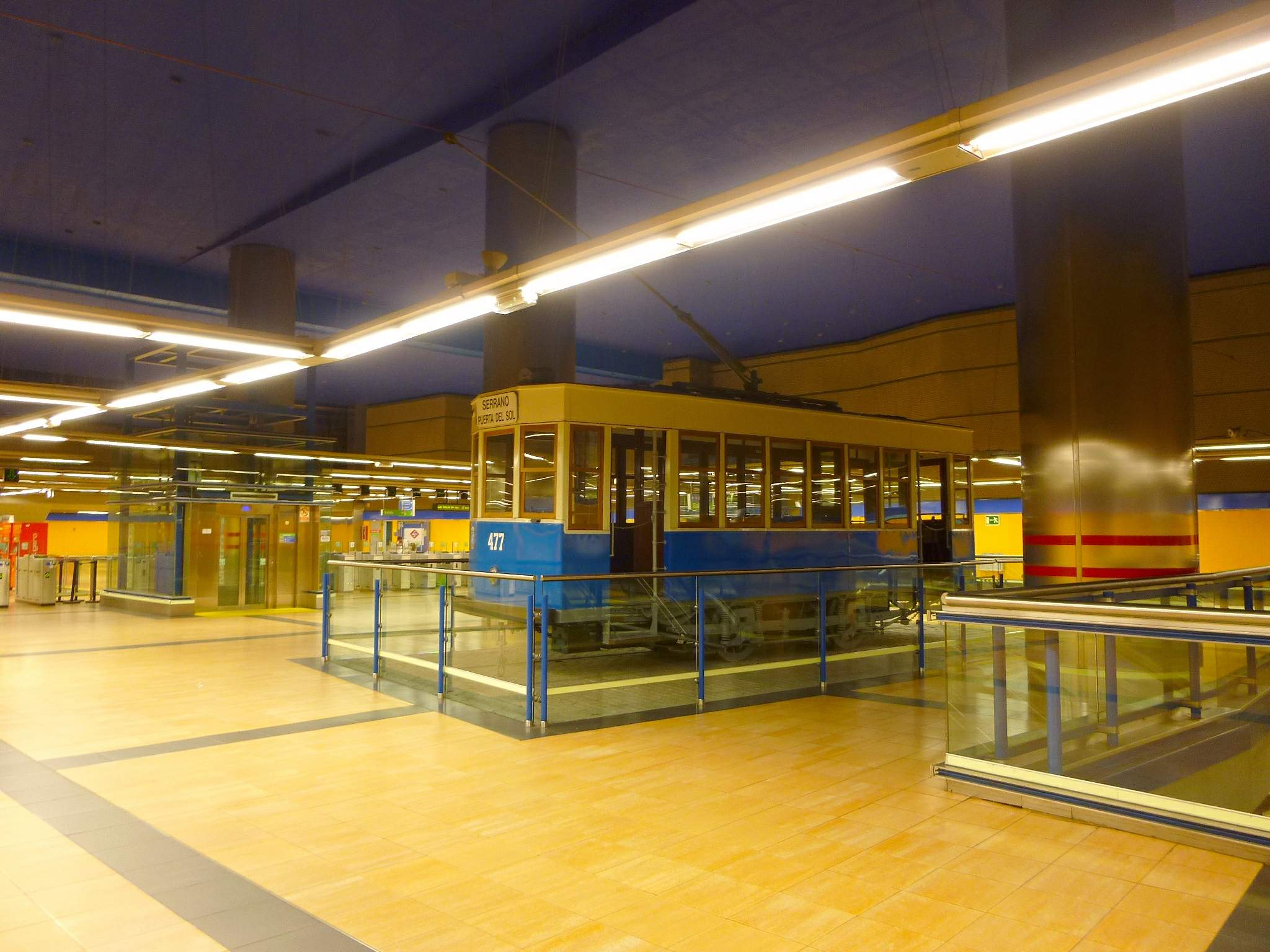
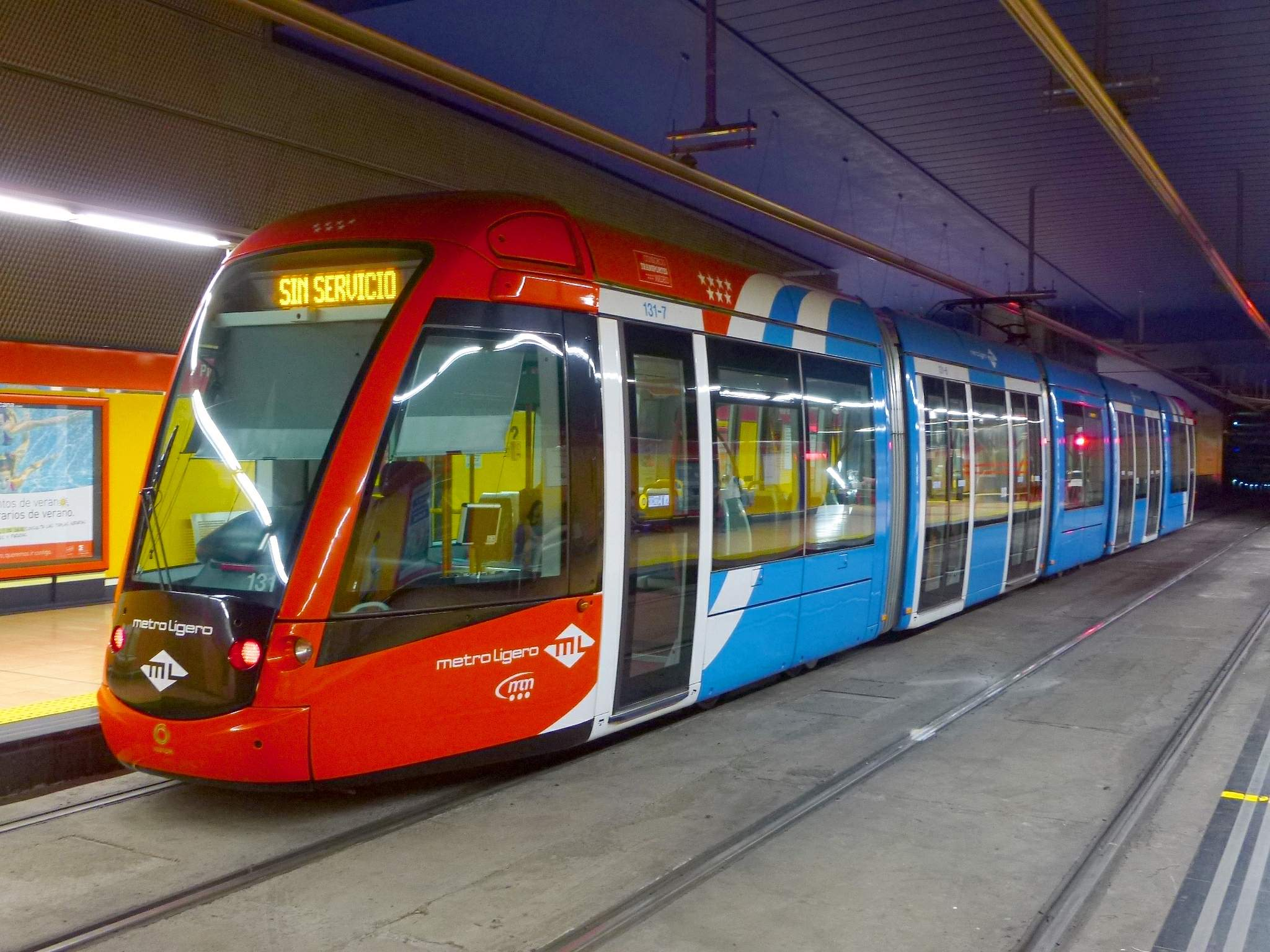
A Metro Ligero szerelvénye...
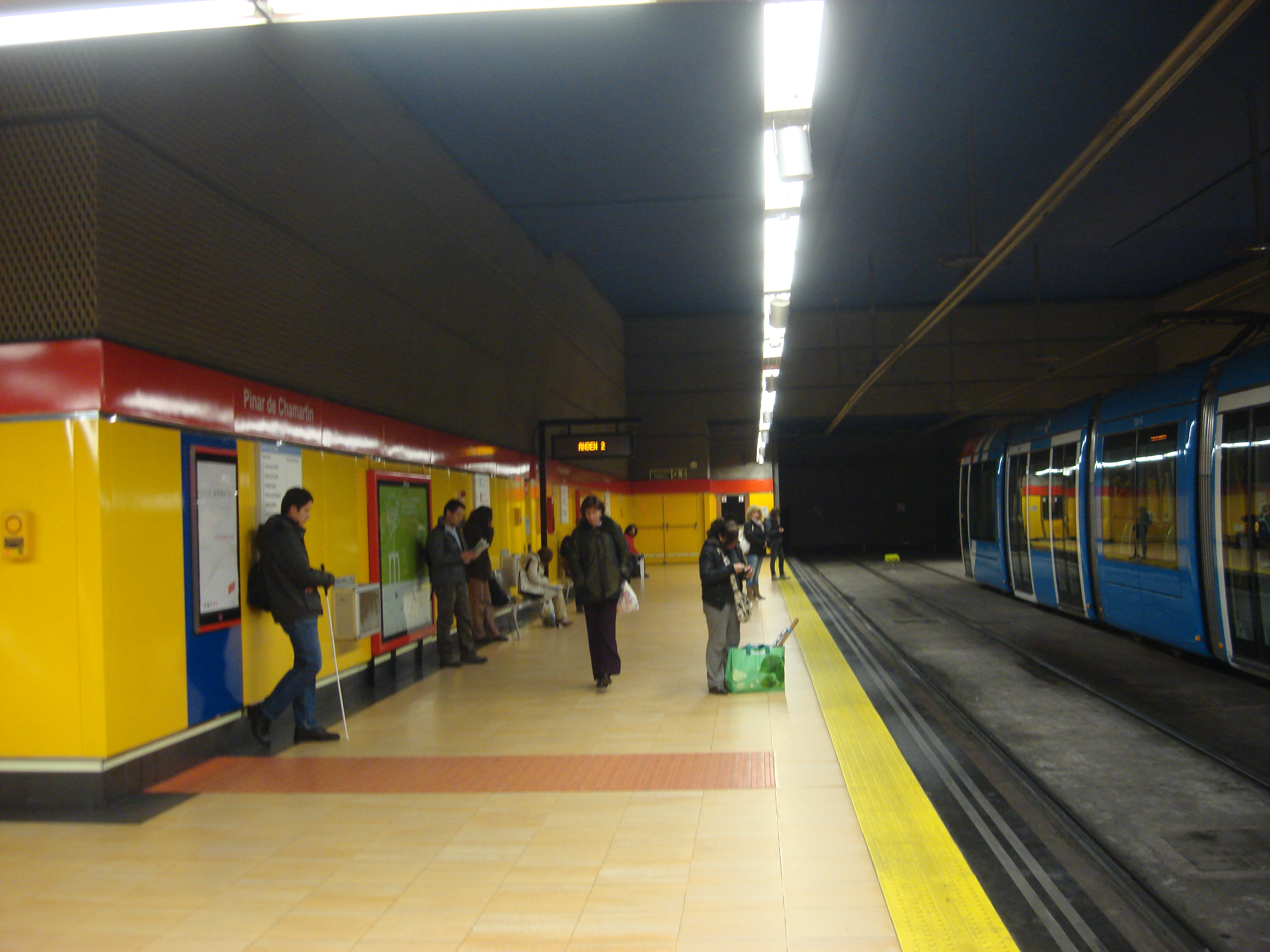
... és állomása
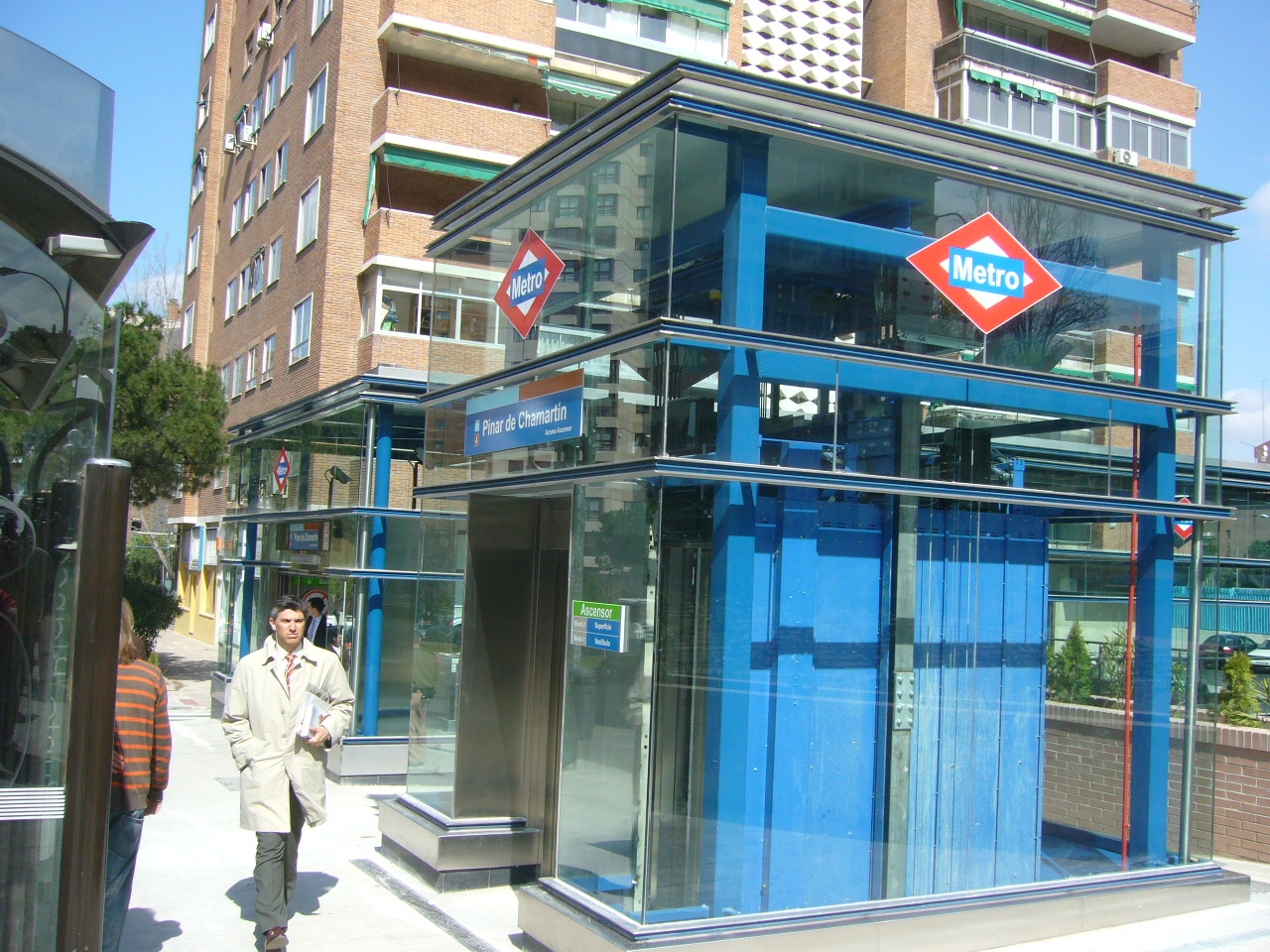
Utcai lift az állomáshoz